# Ösel (Berg)
Der Ösel ist eine 156 Meter hohe Erhebung südöstlich von Wolfenbüttel in Niedersachsen, die in den Karten auch als Öselberg bezeichnet wird.

## Geographie

### Lage und Gestalt
Der Ösel liegt fünf Kilometer südöstlich der Kernstadt von Wolfenbüttel im Gebiet von Neindorf, das zur Gemeinde Denkte zählt. In der Umgebung finden sich zwei Höhenzüge. Die Asse liegt rund drei Kilometer nordöstlich, der Oderwald etwa vier Kilometer westlich auf dem anderen Ufer der Oker. Der Hügel, welcher etwa 70 Meter über die umgebende Landschaft hinausragt und seit 1966 als Landschaftsschutzgebiet ausgewiesen ist, ist auf knapp zwei Kilometer Länge und einem Kilometer Breite von ausgedehnten Rasenflächen überzogen. Dieser durch intensive Schafhaltung entstandene Magerrasen repräsentiert ein historisches Landschaftsbild, wie es einst für weite Teile des Ostbraunschweigischen Hügellands charakteristisch war. Geringer Baumbestand bedeckt lediglich den östlichen Abhang, während Sträucher und Gebüsche die Ränder und Senken der zahlreichen ehemaligen Kalkbrüche füllen. In einigen Bereichen sind sehr alte Kirschbäume vorhanden.

### Naturräumliche Zuordnung
Der Ösel wird als eigener Unter-Naturraum der Okerrandhöhen (512.0) des Ostbraunschweigischen Hügellands mit der Kennziffer 512.04 geführt. Er begrenzt das Börßum-Braunschweiger Okertal (512.03) nach Osten, das im Westen vom Oderwald gesäumt wird. Im Norden schließen sich das Salzdahlumer Hügelland und im Osten Asse und Schöppenstedter Mulde an.

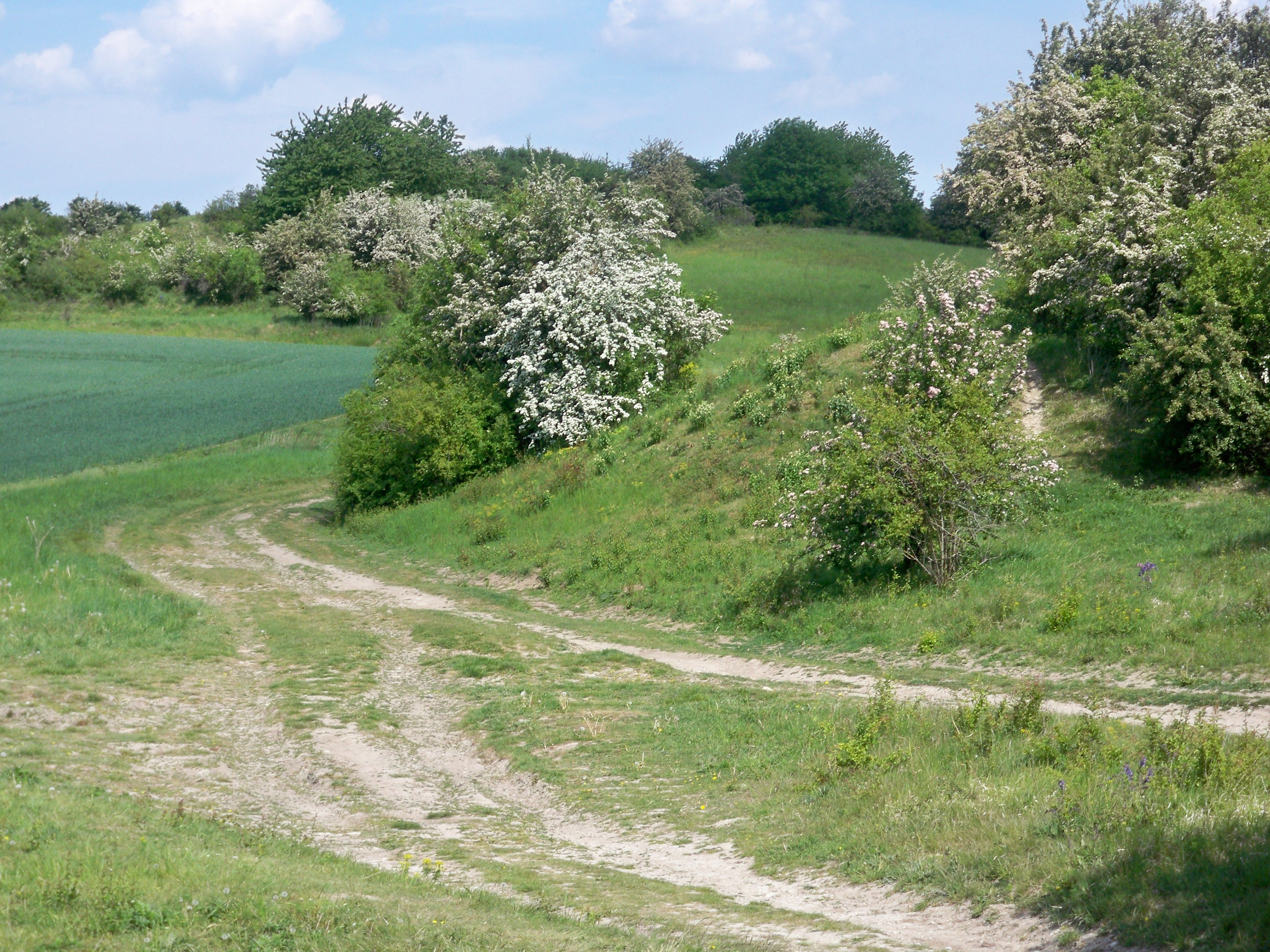
Weg von Süden zum Gipfel
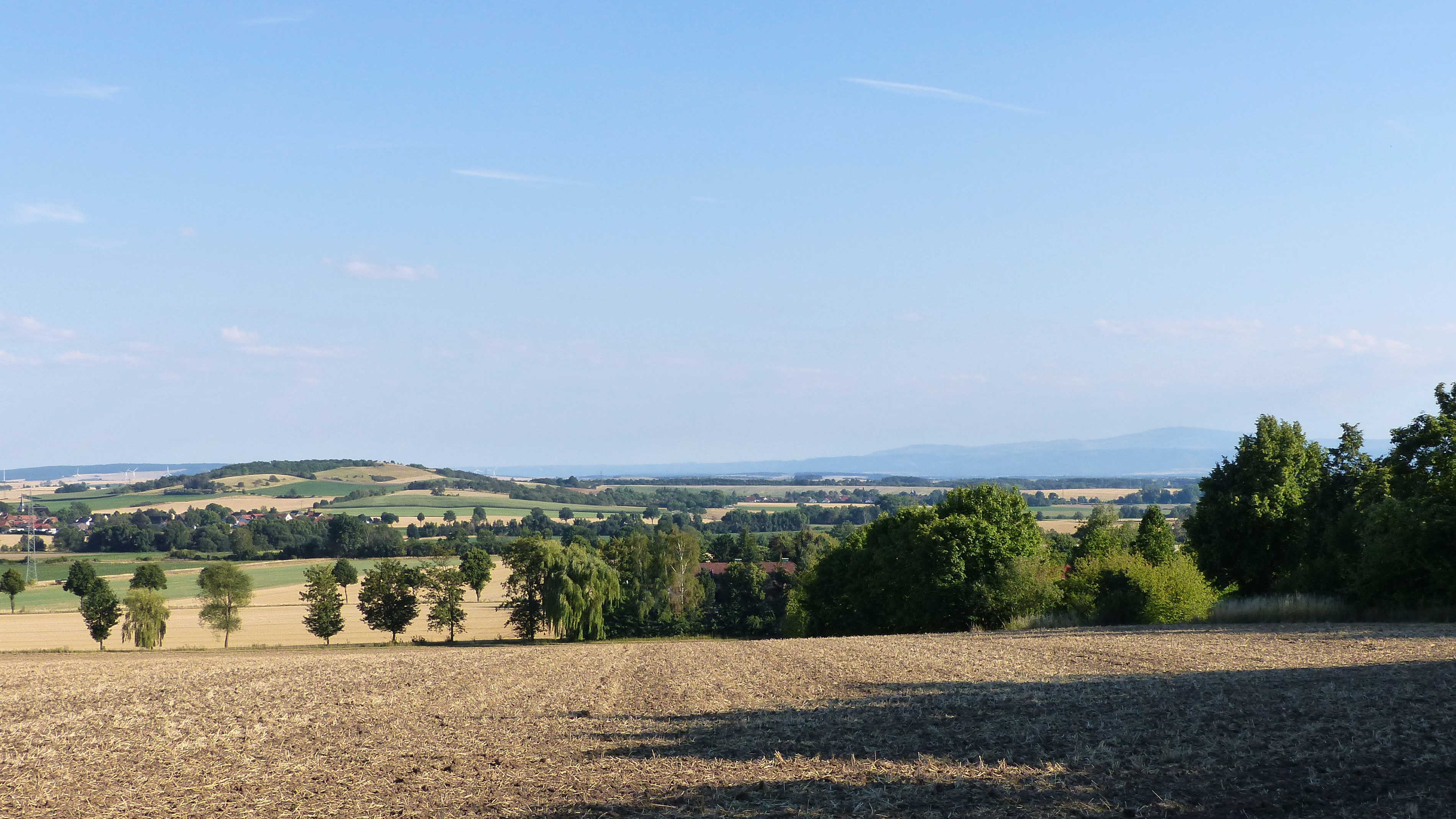
Ösel im Sommer im Harzvorland
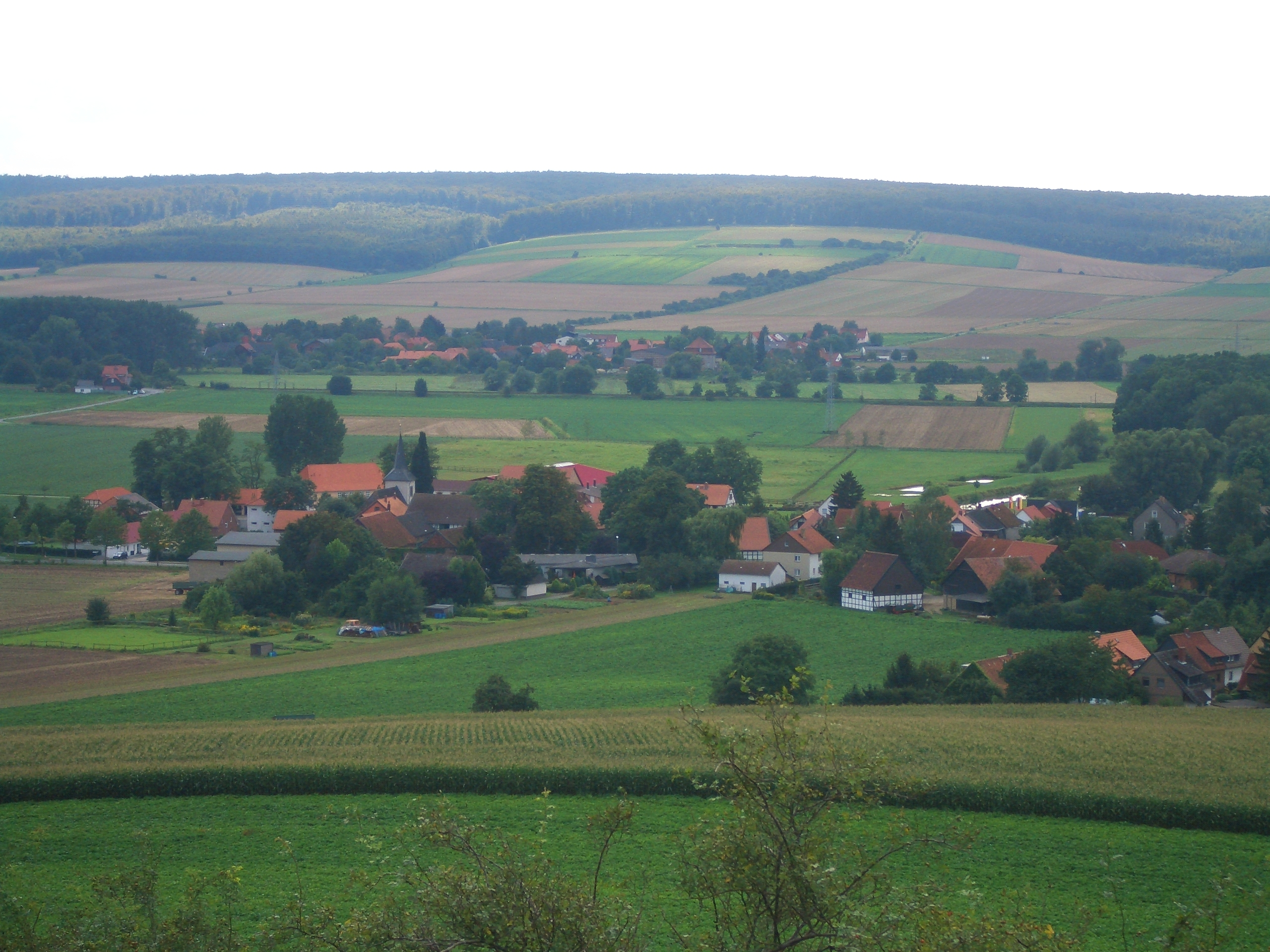
Blick auf Neindorf, Ohrum und den Oderwald
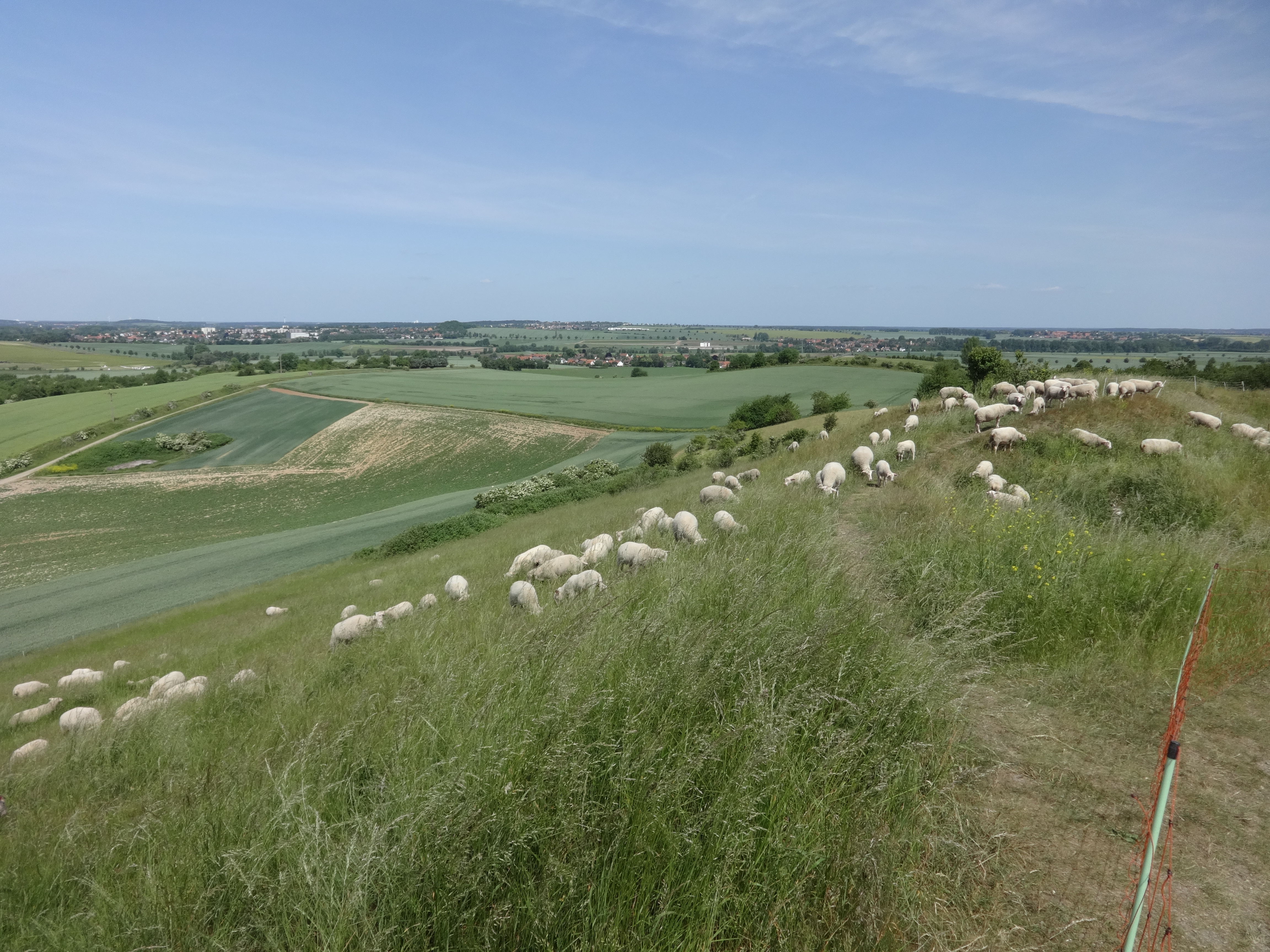
Blickrichtung Klein Denkte

## Geologie
Entstanden ist der Ösel durch Halokinese. Die zum Teil fossilienreichen Gesteinsschichten liegen nicht waagerecht übereinander, sie sind durch die saxonische Faltung steilgestellt und fallen nach Osten hin ab. Dies wird in den zahlreichen verlassenen Steinbrüchen deutlich, durch die das Gebiet zernagt ist. Vor allem Rogenstein, Wellen- und Trochitenkalk aus der Triaszeit wurden hier abgebaut.

## Steinbruch und Kalibergbau
Herzog Bernhard gestattete im Jahre 1425 „den Bürgern der Stadt Braunschweig, auf dem Ösel Steine zu brechen und Kalk zu brennen“. Der Transport wurde auf Altenau und Oker mit Kähnen durchgeführt. Vom Ösel stammt ein erheblicher Teil der am Ende des 16. Jahrhunderts zum Bau der Festung Wolfenbüttel benötigten Steine. 1575 erstellte Herzog Julius für die Steinbrüche von Elm (Elmkalkstein), Asse und Ösel ein „Instrumentenbuch“ mit den für jede „Steinkuhle“ notwendigen Geräten. Er selbst entwarf auch eine Steinverladungsanlage. Für den Abtransport der Steine wurde von Ohrum aus ein Stichkanal bis nach Neindorf gestochen, der Herzog-Julius-Schiff-Graben hieß.
Am westlichen Hang des Ösel schließt sich eine Talausweitung der Oker an, die durch die Auslaugung von 240 Millionen Jahren altem Salz entstanden ist. Der östliche Teil des Salzstocks am Rottenberg wurde von 1898 bis 1921 durch zwei Schächte aufgeschlossen, die zum Kalibergwerk Hedwigsburg gehörten. Dort arbeiteten 1000 Leute, bis das Bergwerk 1921 durch einen Laugeneinbruch zerstört wurde.

## Flora und Fauna

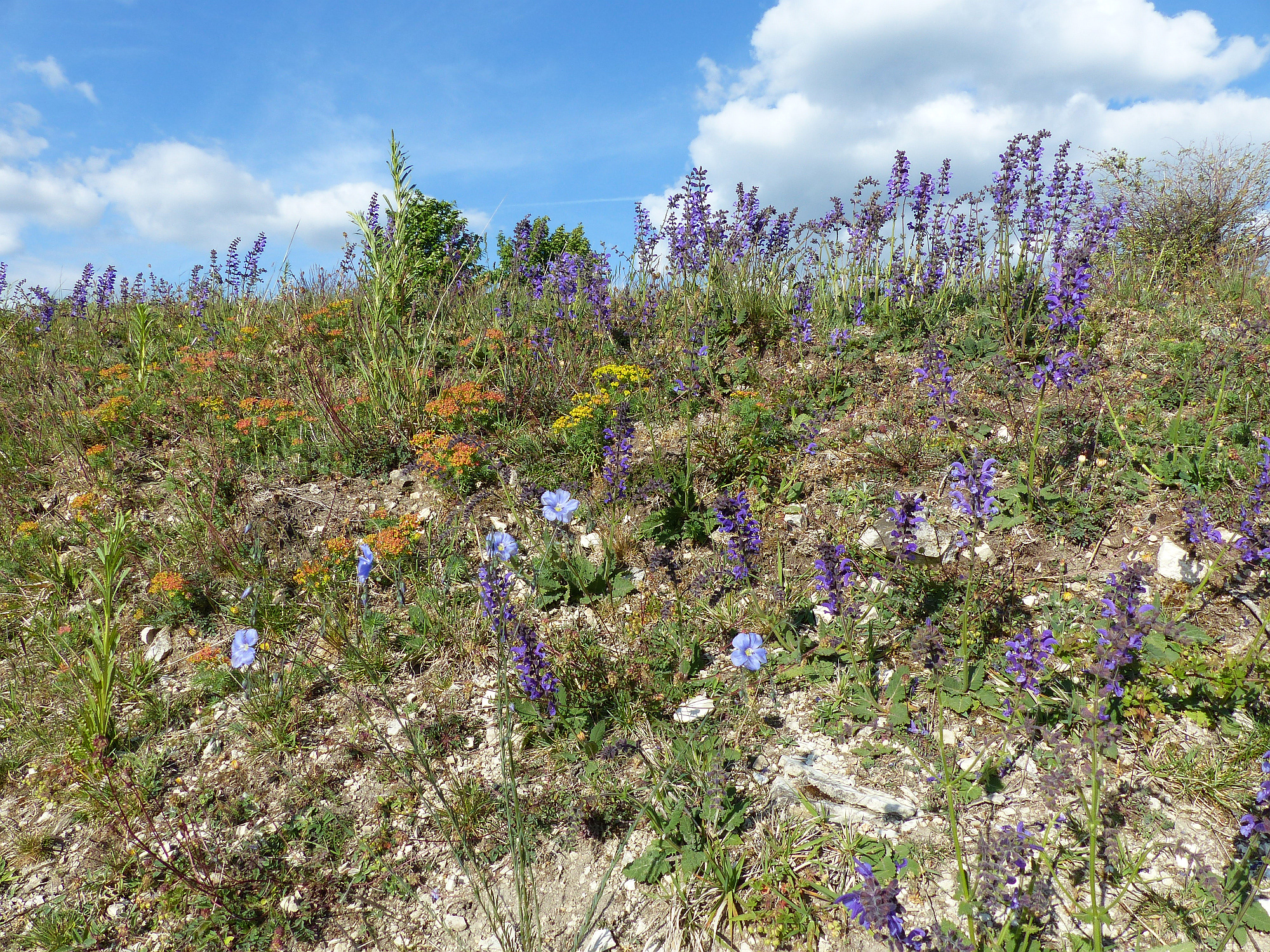
Blühende Pflanzenvielfalt am Ösel im Mai

Durch die Schafhaltung bis in die 1950er Jahre und seit den 1990er Jahren hat sich hier ein artenreicher Magerrasen erhalten. Die Gelbe Spargelerbse (Tetragonolobus maritimus) hat hier einen von zwei Standorten in Niedersachsen. Auch der Dänische Tragant (Astragalus danicus), die Ästige Graslilie (Anthericum ramosum) und die Karthäuser-Nelke (Dianthus carthusianorum) kommen hier vor. Typisch sind Wolfsmilchgewächse, auf denen ab Anfang Juli Wolfsmilchschwärmer im Raupenstadium anzufinden sind. Zur Fauna gehören Grauammern, Zauneidechsen und Schwalbenschwänze.
Seit den 1980er Jahren hat der BUND die Pflege des Landschaftsschutzgebiets übernommen.

## Sonstiges
Der Ösel ist ein beliebter Treffpunkt für Betreiber von Modellsegelflugzeugen und für Funkamateure.